# Root (hudební skupina)
Root byla česká black metalová hudební skupina z Brna, která byla založena v roce 1987 z členů skupiny Vega. Skupina je druhou vlnou blackmetalových skupin, následujících po skupinách Venom a Bathory.
Během své kariéry vydala 12 alb, 4 videoklipy a 2 DVD. Objevila se také kompilačních albech a jiných hudebních nosičích. Skupina koncertovala nejen v Česku, ale i v zahraničí, kde měla možnost hrát se skupinami Moonspell, Anathema, Cradle of Filth, Apocalyptica, Mercyful Fate, King Diamond, Nifelheim, Pungent Stench, Behemoth, Master, Deströyer 666, Enslaved, Testament, Napalm Death, Pestilence, Carpatian Forest, Impaled Nazarene, Satanic Warmaster, Amon Amarth, Legion Of The Damned, Skyforger, Sodom, Master's Hammer, Krabathor či Hypnos.

## Založení
Skupina byla založena členy původní skupiny Vega. Původní členové byli Big Boss (bicí), Blackie (kytara) a Dr. Fe (vokály). Když se na začátku roku 1988 skupina Vega definitivně rozpadla, dva její členové Big Boss a Blackosh spolu s Mr. Zetem a Robinem „Dr. Fe“ Krčmářem založili skupinu Root. Nově vzniklá formace se postarala o natočení první demonahrávky Reap Of Hell, která zaujala zpracováním básně Ch. Baudelaira Litanie k Satanovi.
Své první vystoupení měli v září 1988 na festivalu Metal Image v Mikulovicích. Významným vystoupením byla účast na listopadovém Death Metal sessionu ll v Praze. Koncem roku skupina natočila své druhé demo War Of Rats (Válka krys). V dubnu 1989 došlo ve skupině k personálním změnám. Bubeník Big Boss nezvládal hru na dva kopáky a protože byl frontman skupiny, tak propustil Dr. Fe a sám se ujal zpěvu. Za bicími ho vystřídal Rostislav Mozga. Mr. Zeta nahradil kytarista Petr Kříž. V této sestavě nahráli třetí demo, které dostalo název Messengers Of Darkness. Poslední předlistopadovou změnou bylo vystřídání Crosse, Petrem Pálenským, vedoucím již rozpadlé skupiny Insania. Ten se již podílel na posledním předlistopadovém demu The Trial, ze kterého pochází píseň Upálení, kterou na sklonku roku skupina natočila v Československé televizi jako klip.
Skupina se věnovala satanisnu. Big Boss byl v té době přesvědčeným satanistou a je autorem prvního překladu Satanské bible Antona Szandora LaVeye. Za své názory a rozhovory byl často perzekvován Státní bezpečností.

## Historie
V roce 1987 Jiří Valter přezdívaný Big Boss spolu s Blackie založili skupinu Root. Po pár zkouškách nahráli první oficiální demo „Reap Of Hell“. V roce 1988 odehráli svůj první koncert, poté bylo nahráno druhé demo „War Of Rats“. V roce 1989 vydali třetí demo „Messengers Of Darkness“ a čtvrté demo „The Trial“, k tomu vystoupili na koncertě Death Metal Session II. V roce 1990 vydali singl 7 Černých Jezdců / 666 následovaný prvním LP s názvem Zjevení, které pokřtil Petr Janda. Během té doby také natočili svůj první klip v České televizi s názvem Upálení a u firmy Zeras klip Hřbitov. Ten také vyšel na LP Death Metal Session II. Druhé LP Hell Symphony vyšlo v roce 1991 znovu u firmy Zeras. Byla to první deska nazpívaná anglicky. Třetí LP vyšlo v roce 1993 u společnosti Monitor Records s názvem The Temple In The Underworld, tato deska byla již nahraná s novým bubeníkem Evilem. V letech 1994 vznikly ve skupině neshody, přesto se dále koncertovali, až v roce 1995 se skupina rozešla.
I přes osobní neshody v roce 1996 vydali čtvrté album s názvem Kärgeräs. Bylo vydáno u firmy Black Hole. Bylo natočeno v sestavě Big Boss, Blackie a Evil. Jednalo se o první koncepční album. Skupina pro přetrvávající neshody odehrála jen pár koncertů v různých sestavách. Až v roce 1999 se znovu sjednotila a podepsala smlouvu s firmou Redblack. Vydala reedici double CD Zjevení/The Temple In The Underworld. V témže roce skupina vydala páté album The Book. Novými členy skupiny se stali, kytarista Ashok a basista Igorr. V roce 2000 skupina poprvé vycestovala do zahraničí na koncert do Zwickau. Šesté album Black Seal vyšlo v roce 2001. Ve skladbě Salamandra zpíval Fernando Ribeiro ze skupiny Moonspell. Sedmé album Madness Of The Graves vyšlo v roce 2003. V roce 2004 ze skupiny odešel zakládající člen, kytarista a skladatel Blackie, jeho místo obsadil kytarista Poison. V roce 2005 přišel do skupiny Marek Fryčák. V dalších letech skupina vydala mini-CD Casilda u nové firmy Shindy Production. Big Boss v roce 2006 hostoval na albu Memorial skupiny Moonspell a na albu The Journeys and Experiences of Death skupiny Helheim. Skupinu opustil kytarista Poison a na jeho místo přišel bývalý bubeník a nyní kytarista Evil. Osmé album Daemon Viam Invenient vyšlo v roce 2008 opět u firmy Shindy Production. Skupina se účastnila festivalu No Mercy Tour 2007 spolu se skupinami Napalm Death, Moonspell a Behemoth. Hrála na norském festivalu Nedlok Festival a podnikla finské mini-tour se skupinou Coliseu In Aeternum. Vrcholem sezóny 2007 byla účast na Halloween Party v portugalském Lisabonu, jako support skupiny Moonspell před 3 000 diváky. V roce 2008 hrála na festivalu Festung Open Air v Německu a na Caos Emergente Festivalu v Portugalsku. Po koncertech na festivalu Inferno Festival v Norsku, Black Curse Over Hellsinki ve Finsku, Kilkim Žaibu Festivalu v Litvě a festivalu Trash Assaultna v Německu skupinu opustil bubeník Deadly a jeho místo obsadil Peter Hrnčirík. V roce 2010 skupina koncertovala v Rakousku, Dánsku a poprvé v zámoří, v Kanadě na festivalu Noctis Metal Fest IV společně se Sodom. Na místo bubeníka přišel Paul Dred. V roce 2011 proběhla příprava na natáčení nového alba, které bylo natočeno hned po podepsání smlouvy s novým vydavatelem, polskou firmou Agonia Records. V červnu opustil skupinu Evil. Na jeho post nastoupil kytarista Hanz. V roce 2012 skupina oslavila 25 roků svého působení. Oslava proběhla v brněnském klubu Melodka za účasti bývalých členů. V červnu 2013 skupina hrála na festivalu Black Metal Invasion 3 ve Vídni.
V březnu roku 2022 vydala skupina prohlášení, že zpěvák, frontman a v té době jediný zakládající člen Jiří "Big Boss" Valter opouští Root ze zdravotních důvodů.

## Členové

### Poslední sestava kapely
- Igor Hubík (Igorr) – baskytara
- Aleš Dostál (Alesh A.D.) – kytara
- Zbyněk Husa (Mr. Z) – bicí
- Jiří Háb (Mr. G) – kytara

### Bývalí členové
- Robert Krčmář (Dr. Fe) – zpěv (1988–1989)
- Zdeněk Odehnal (Mr. Zet) – kytara (1988)
- Petr Kříž (Mr. Cross) – kytara (1989)
- Petr Pálenský (Mr. Death) – kytara (1989)
- Dan Janáček (Mr. D.A.N.) – kytara (1990–1993)
- Radim Kafka (Franz) – kytara (1993)
- Petr Hošek (Blackosh) – kytara (1987–1995, 1997 – 2004)
- Aleš Dostál (Alesh AD) – kytara (1996–1999, 2014 – současnost)
- Rostislav Mozga (Black Drum) – bicí (1989–1991)
- Aleš Jedonek – kytara
- Marek Fryčák (Deadly) – bicí (2007–2009)
- René Kostelňák (Evil) – bicí+kytara (1991-2011)
- Marek Šmerda (Ashok) – kytara (1999–2014)
- Jan Konečný (Hanz) – kytara
- Pavel Kubát - bicí (2009-2019)
- Jiří Valter (Big Boss) – zpěv

## Diskografie

### Dema
- Deep in Hell (1988)
- Reap of Hell (1988)
- War of Rats (1988)
- Messengers from Darkness (1989)
- The Trial (1989)

### Alba
- 1990 – Zjevení
- 1991 – Hell Symphony
- 1991 – The Revelation
- 1992 – The Temple in the Underworld
- 1996 – Kärgeräs
- 1999 – The Book
- 1999 – Zjevení/The Temple in the Underworld (reedice)
- 2001 – Black Seal
- 2001 – Hell symphony/Kärgäras (reedice)
- 2002 – Dema (reedice demonahrávek)
- 2003 – Madness of the Graves
- 2006 – Casilda (miniCD)
- 2007 – Daemon viam invenient
- 2011 – Heritage of Satan
- 2013 – Viginti Quinque Annis in Scaena
- 2016 – Kärgeräs - Return from Oblivion

### Singl
- 7 černých jezdců / 666 (1990)

### Videoklipy
- Hřbitov
- Upálení
- Aposiopesis
- In The Heart Of Darkness

### DVD
- Deep in Root (2006)